# Villa loewii
Villa loewii är en tvåvingeart som beskrevs av Hesse 1956. Villa loewii ingår i släktet Villa och familjen svävflugor. Inga underarter finns listade i Catalogue of Life.